# Університет Монаша
Університет Мо́наша (англ. Monash University) — державний університет Австралії, розташований в основному в Мельбурні (Вікторія). Університет було засновано 1958 року та названо на честь австралійського генерала часів Першої світової війни Джона Мо́наша. Університет входить до престижної Групи восьми австралійських університетів, і є одним із найкращих університетів Австралії.
Це найбільший університет Австралії, в якому навчається близько 55 тис. студентів. Окрім 6 кампусів у Вікторії, Університет Монаша має два зарубіжних кампуси: один у Малайзії й один у Південній Африці.

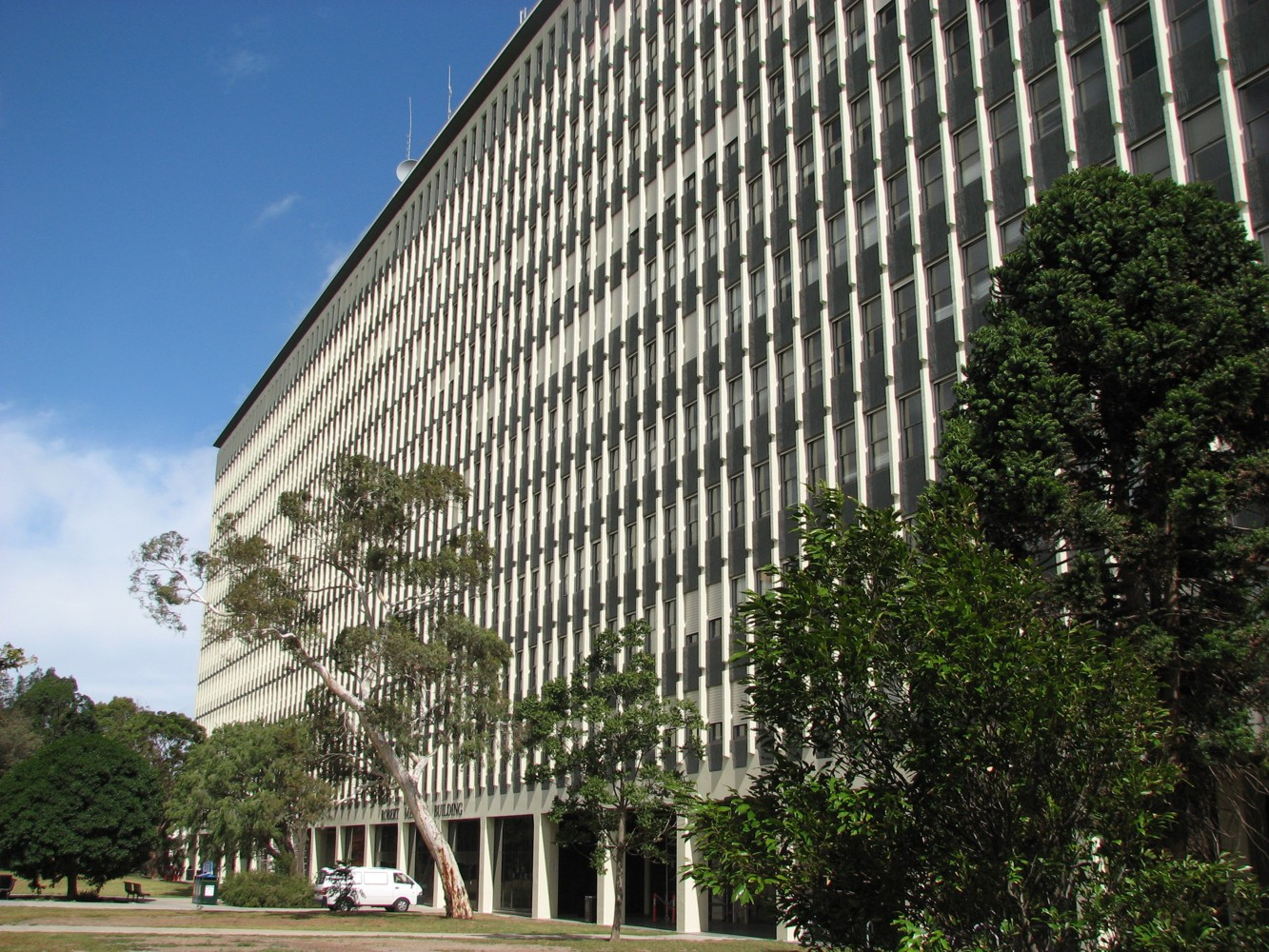
Університет Монаша. Будівля Роберта Мензіса в основному кампусі в Клейтоні.

## Лекторат україністики, 1983—2020
У 1983 році в Університеті Монаша було засновано Лекторат україністики імені Миколи Зерова (Mykola Zerov Lectureship in Ukrainian, Monash University). Лекторат вів навчальні програми з української мови й літератури в рамках відділу славістики, готував аспірантів до дипломів магістра і доктора, здійснював науково-дослідну діяльність з українського літературознавства і лінгвістики, публікував книжки.
У 1990-ті роки була започаткована Енциклопедія Української Діаспори, підготовлено до друку і 1995 року надруковано «австралійський» IV том, до 2012 року це був єдиний виданий том ЕУД.
У 2016 році на українознавчих студіях навчалися 20 студентів, існували 2 докторські стипендії. Фінансову підтримку студентам надавали члени Комітету «Приятелів енциклопедії українознавства» та Фундації українознавчих студій Австралії. Крім того, стипендії для учнів, які вивчали українську мову, спонсорували меценати Віктор та Марія Рудевичі.
Керівником програми певний час був професор Марко Павлишин.
У 2021 році програма була згорнута..
Центр імені Зерова не скасовано, теоретично він залишається рамою для дослідної роботи та аспірантури з україністики.
«Гроші, що їх жертвували члени української спільноти на підтримку наукової посади з україністики у Вікторії, знаходяться в Допомоговому Фонді Українознавчих Студій (ДоФУСі) Української Громади Вікторії, не у віданні Університету ім. Монаша. Це стосується, зокрема, меценатського дару в сумі 1,52 мільйона доларів Віктора Рудевича OAM та Марії Рудевич».

## Відомі випускники
- Філіп Мартін
- Амелія Фрейзер-Маккелві
- Джейн Маргарет Данн — австралійський дипломат.